# Lia Trovati
Lia Trovati (Milano, 25 aprile 1965) è un'ex danzatrice su ghiaccio italiana.

## Biografia
Nata nel 1965 a Milano, a 22 anni ha partecipato ai Giochi olimpici di Calgary 1988 nella danza su ghiaccio, con Roberto Pelizzola come compagno, arrivando 10ª.
In carriera ha preso parte, sempre nella danza su ghiaccio, a 2 edizioni dei Mondiali (Cincinnati 1987, 11ª e Budapest 1988, 10ª) e 2 degli Europei (Sarajevo 1987, 9ª e Praga 1988, 7ª). In tutte queste occasioni ha gareggiato insieme a Roberto Pelizzola.
Nel 1987 ha vinto insieme a Roberto Pelizzola un bronzo allo Skate Canada International e l'oro al Trophée Eric Bompard.
Ai Campionati italiani è stata campionessa nella danza su ghiaccio con Roberto Pelizzola nel 1987 e 1988.